# Балдовінешть (Бреїла)
Балдовінешть, Балдовінешті (рум. Baldovinești) — село у повіті Бреїла в Румунії. Входить до складу комуни Ведень.
Село розташоване на відстані 173 км на північний схід від Бухареста, 7 км на північний захід від Бреїли, 140 км на північний захід від Констанци, 14 км на південний захід від Галаца.

## Населення
За даними перепису населення 2002 року у селі проживали 1202 особи, з них 1196 осіб (99,5%) румунів. Рідною мовою 1200 осіб (99,8%) назвали румунську.